# Долмабахче (мечеть)
Мече́ть Долмабахче́ (тур. Dolmabahçe Camii) — мечеть XIX века, расположенная к югу от одноимённого дворцового комплекса в Стамбуле.

## История
Строительство мечети было начато в 1853 году по приказу Безмиалем-султан и завершено после её смерти её сыном-султаном Абдул-Меджидом. Хотя зачастую мечети получали названия по имени или титулу своего основателя, эта мечеть изначально получила название Долмабахче, поскольку располагалась прямо напротив ворот внутреннего двора дворца Долмабахче со стороны часовой башни.
В период с 1948 по 1961 год мечеть вместе с султанским павильоном использовалась как Морской музей, а затем была вновь открыта для богослужений после того, как музей переехал в новое здание.

### Интерьер и экстерьер
Архитектором при строительстве мечети Безмиалем был назначен Никогос Бальян, член знаменитой династии архитекторов Бальян, создавший множество османских архитектурных произведений XIX века. В этот период было достигнуто интересное понимание интерпретации смешения стилей барокко, рококо и ампир. Хотя в мечетях такого типа не было существенных новшеств с точки зрения архитектуры, настоящие изменения были внесены во внешний вид и украшения за счёт отказа от традиционных линий, классических пропорций и мотивов. Декоративные черты стилей барокко, рококо и ампира стали заменять традиционные османские мотивы и декор. Важнейшей характеристикой этого периода стало доминирование «эклектического» (смешанного) подхода к архитектуре и неограниченное использование западных элементов без соблюдения каких-либо правил, иногда смешанных с османскими и исламскими элементами. В этом отношении мечеть Долмабахче стала типичным строением, полностью отражающим общий подход и художественный вкус того периода.
Основной объём мечети, построенной в центре участка у моря, представляет собой пространство, перекрытое куполом. В квадратной в плане конструкции, где купол поддерживается четырьмя большими арками, пространство развивается в форму призмы, узкой по ширине и довольно протяжённой в длину. Поверхность высоких стен, внизу которых начинаются большие округлые арочные окна, разделена на три части резко очерченными, выступающими карнизами. В нижней части, всё ещё довольно высокой, между окнами и в углах помещены два слоя пилястр; аналогичная планировка, но в более узком виде, повторилась и в средней части. Большое окно посередине имеет круглую арку, а меньшие по бокам — плоские косяки; между всеми ними также размещены пилястры. В верхней части стен видны арки, поддерживающие купол. Круглые арки представляли собой барабан с тремя окнами, открывающимися веером наружу в соответствии с их наклонами. Купол был помещён прямо на стены — приём, который ранее не использовался в классической архитектуре, а по углам были размещены тяжёлые прямоугольные башни, чтобы стены не расходились в стороны из-за веса купола. Башни помимо практической цели, имели и декоративную, демонстрируя гармоничное единство со структурой остального помещения. В верхних углах башен были размещены две колонны с составными капителями, перекрытые куполами, в стиле, соответствующем стилю барокко-рококо. Не очень широкая барабанная часть центрального купола с висячими проходами, охватывающими здание, снаружи окружена консолями и разделена на части, причём внутренняя часть каждой части заполнена цветочными розетками и декорирована.
Попасть в мечеть можно со стороны входа в Хюнкар Касры. здесь, как и в султанском павильоне, был обустроен очень светлый интерьер за счёт множества окон, открывающихся на стенах. Внутренняя часть купола и арки, выложенные крупным красным кирпичом, полностью отделаны в западном стиле с позолотой и росписью маслом. Михраб и минбар, выполненные из цветного мрамора, также отошли от классической линии и включили некоторые украшения в стиле барокко. На пятиугольной в плане нише михраба размещён растительный декор, состоящий из цветов и листьев разного стиля. Такой же декор виден и на окнах — таким образом, была предпринята попытка добиться целостности в убранстве интерьера. Сплошные панели перил михраба, выполненной из двухцветного мрамора и, как и сам михраб, украшены геометрическим орнаментом.
Китабе состояло из четырёх куплетов, написанных каллиграфией джели-сюлюс, и было полностью покрыто листьями аканта и увенчано большим венком с подписью Абдул-Меджида.

### Павильон султана и минареты
К переднему фасаду мечети примыкает построенный из камня и мрамора двухэтажный павильон султана Хюнкяр Касры, выступающий по обоим сторонам от основного здания. Сам павильон состоит из двух частей — L-образного крыла, выступающего по бокам мечети и углублённого среднего объёма. В павильоне, выполненном из того же материала, что и мечеть, достигнут чрезвычайно светлый и просторный интерьер за счёт двух рядов окон, выходящих на все фасады. В это здание, похожее на небольшой дворец, можно попасть через три двери, одна из которых общая с мечетью по фасаду, а остальные расположен по бокам здания. К дверям ведут несколько ступенек, а сам вход обрамлён колоннами. На верхний этаж можно подняться по лестницам, располагающимся по бокам внутри павильона. В этой части есть здания расположены комнаты, отсюда же можно попасть к махфилю. Минареты, отделённые от мечети, возвышаются по двум углам павильона. Нижние части балконов минаретов, имеющие тонкие, длинные формы и рифлёные стволы, украшены листьями аканта.

## Реконструкции и реставрации
Стена двора мечети по периметру, ворота и некоторые её элементы были демонтированы во время расширения площади Долмабахче. Тогда же было перенесено от входа во двор мечети со стороны часовой башни к подножию внешней стены киблы китабе с датой строительства (1270 год по хиджре — 1853/1854). Современное состояние мечети не отражает её первоначального вида. Так, восьмиугольное в плане, покрытое куполом муваккитхане, построенное в стиле ампир, в ходе работ по благоустройству площади было перенесено от мечети ближе к морю.
Последняя реставрация здания была предпринята Главным управлением фондов в 1966 году.

## Галерея
- Деталь михраба мечети Долмабахче
- Купол в мечети Долмабахче
- Михраб в мечети Долмабахче
- Вид мечети Долмабахче с моря